# Bodemverzouting

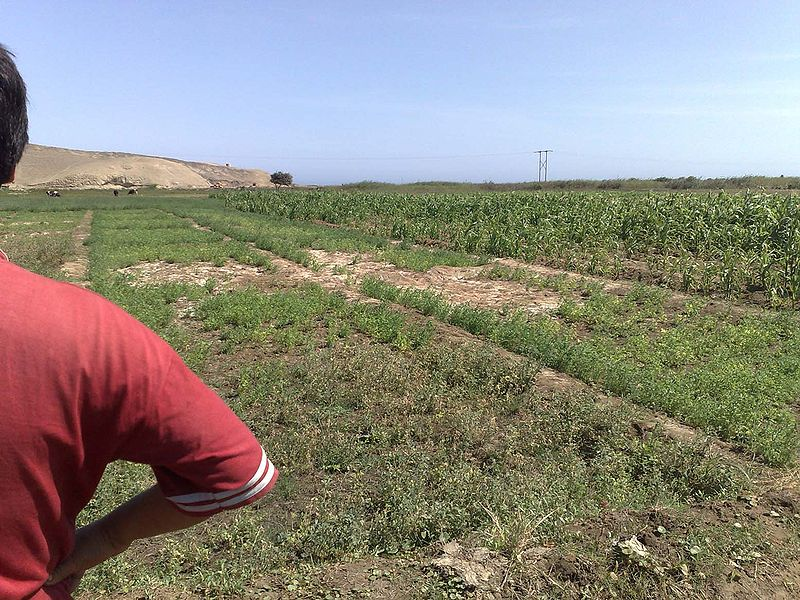
Verzout geïrrigeerd land met slechte stand van het gewas

Bodemverzouting of bodemverzilting is het verschijnsel dat de bodem in de loop der tijd zouter wordt doordat de aanvoer van zouten groter is dan de afvoer ervan.
Meestal geschiedt de aanvoer door water waarin zouten zijn opgelost.
Voorbeelden van natuurlijke bodemverzouting zijn te vinden aan de kust, waar de wind zoute waterdruppels uit zee het land in kan blazen, en waar de grondwaterstroming vanuit zee het land binnen kan dringen als zoute kwel. Ook in woestijnen komen veel natuurlijke zoute gronden voor door de hoge potentiële verdamping van het aangevoerde water.
Het probleem van de niet natuurlijke verzilting is het bekendst in de bevloeiing, omdat bevloeiingswater in geïrrigeerde gebieden altijd wat zout bevat. Door verdamping wordt de zoutconcentratie van het bodemvocht voortdurend vergroot.
Bevloeiing van landbouwgronden wordt toegepast in gebieden waar de neerslag het hele jaar door schaars is (aride klimaat) of beperkt is tot één seizoen (moessonklimaat). In het tweede geval vindt de bevloeiing vooral plaats in het droge seizoen.
In bevloeide (geïrrigeerde) gebieden waar een deel van het bevloeiingswater (irrigatiewater) of het regenwater door de bovengrond spoelt en het spoelwater ondergronds wordt afgevoerd door natuurlijke drainage, is de uitvoer van zout meestal voldoende om bodemverzouting te voorkomen.
Er zijn twee mogelijkheden van bodemverzouting:
- De hoeveelheid toegediend irrigatiewater is, samen met het regenwater, onvoldoende om de nodige doorspoeling te bewerkstelligen.
- De aquifer heeft onvoldoende afvoervermogen of heeft zelfs kwel, en er wordt geen kunstmatige drainage toegepast.

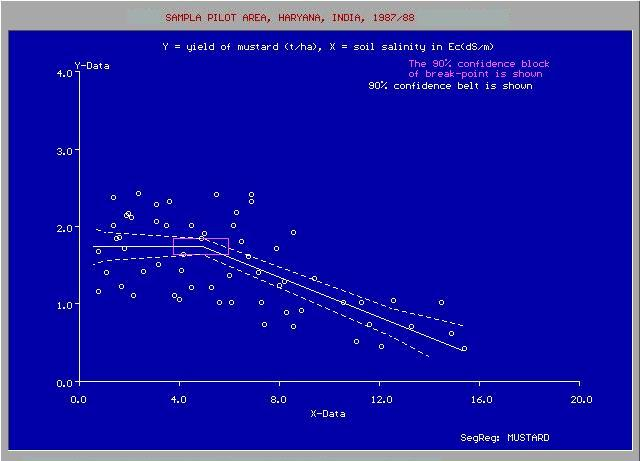
Opbrengst van mosterd (koolzaad) als functie van het zoutgehalte van de bodem

Wanneer ruime irrigatiegiften wordt toegediend en doorspoeling plaatsvindt, zal in het tweede geval de waterstand in de bodem stijgen, doordat de invoer van water groter is dan de uitvoer ervan. Bodemvernatting gaat dan gepaard met bodemverzouting. In irrigatieprojecten is dit het meest voorkomende geval: er is een tweelingprobleem. Bodemverzouting en bodemvernatting leiden tot een verminderde gewasopbrengst en tot het beëindigen van de landbouw.
Het tweelingprobleem wordt verergerd wanneer de aquifer van elders meer grondwater aanvoert dan het kan afvoeren. Er ontstaat dan een naar boven gerichte grondwaterstroming, de kwel, waardoor ook zout wordt aangevoerd.
In geïrrigeerde gebieden kan kwel zich op twee manieren voordoen:
- Het terrein is hellend en het spoelwater van het hoge deel verplaatst zich ondergronds naar het lage deel.
- Het terrein is vlak en het gebied wordt deels bevloeid, zodat het grondwater zich verplaatst van het bevloeide deel, waar de grondwaterstand hoger is door de aanvoer van het spoelwater, naar het niet bevloeide deel waar de grondwaterstand lager is.

De bodemverzouting verslechtert een aanzienlijk deel van de landbouwgrond in irrigatieprojecten. Wanneer in dat deel de landbouw wordt verlaten, treedt een nieuwe water- en zoutbalans op, en de toestand komt uiteindelijk in evenwicht. In de grote irrigatiegebieden in de wereld is vaak 20% tot 30% verzout. Het gaat dan om tientallen miljoenen hectares. Vaak wordt het armste deel van de lokale bevolking het meest getroffen door de gevolgen van de verzilting.
De grafiek is gemaakt met SegReg, een computerprogramma voor regressie in segmenten.

## Bodemverzouting wereldwijd
Een aantal voorbeelden uit de literatuur:
1. In de geïrrigeerde gebieden van India zouden 3 469 100 ha ernstig te lijden hebben van verzilting en 2 189 400 ha in van vernatting.[4][5]
2. Uit een studie over 13,6 miljoen geïrrigeerd gebied in de Indusvlakte in Pakistan is gebleken dat meer dan 5,7 miljoen ha zoutproblemen heeft, waarvan 2,4 miljoen zeer ernstig.[6] In meer dan 3 miljoen ha zijn miljarden roepies uitgegeven om bronneringsputten te slaan, maar de verbeteringsdoelstellingen zijn slechts ten dele gehaald.[7] De Aziatische Ontwikkelingsbank (ADB) heeft verklaard dat 38% van het geïrrigeerde gebied vernat is en 14 % is te zout voor gebruik.[8]
3. In de Nijldelta van Egypte worden in miljoenen hectares drainagewerken uitgevoerd om de vernatting en verzilting te bestrijden die is ontstaan door de gehele-jaar-door irrigatie die is ingevoerd na de voltooiing van de Hoge Aswandam.[9]
4. In Mexico is 15% van het 300 000 ha grote irrigeerbare gebied verzout en 10% is vernat.[10]
5. In Peru lijdt 300 000 ha van het 1 050 000 ha grote irrigeerbare areaal aan problemen van vernatting en verzilting.[11]
6. Ongeveer een derde van het geïrrigeerde land in de belangrijkste irrigatielanden lijdt aan bodemverzouting, bijvoorbeeld: Israël 13%, Australië 20%, China 15%, Irak 50%, Egypte 30%. De problemen doen zich in gelijke mate voor zowel in grote als in kleine irrigatieprojecten.[12]
7. De FAO heeft geschat dat in 1990 52 miljoen hectare geïrrigeerd land verbeterde drainage nodig heeft om de zoutproblemen te beheersen.[1]
8. De volgende tabel geeft een regionale verdeling van de 3,23 miljoen km2 zoute gronden, met inbegrip van de natuurlijke zoute gronden in woestijnen en langs kusten, volgens de FAO/UNESCO Bodemkaart van de wereld.[13]

| Regio                    | Oppervlakte (106ha) |
| ------------------------ | ------------------- |
| Afrika                   | 69,5                |
| Nabije- en Midden-Oosten | 53,1                |
| Azië en Verre Oosten     | 19,5                |
| Latijns-Amerika          | 59,4                |
| Australië                | 84,7                |
| Noord-Amerika            | 16,0                |
| Europa                   | 20,7                |
Zie ook: Statistieken over irrigatie

## Diagnose

### Meting
Het zoutgehalte van de bodem wordt gemeten als de zoutconcentratie van het bodemvocht in gram zout per liter water (g/l) of als elektrisch geleidingsvermogen (EC) in dS/m. De verhouding tussen deze twee grootheden is ongeveer 3:5, dus: y g/l → 5y/3 dS/m. Zeewater kan bijvoorbeeld een zoutconcentratie hebben van 30 g/l (3%) en een EC van 50 dS/m.
De standaardbepaling van het zoutgehalte van de bodem gebeurt aan het extract van een verzadigde pasta, waarvoor centrifugeren benodigd is, en de EC wordt dan geschreven als ECe. De meting is echter gemakkelijker te doen aan een 2:1 of 5:1 mengsel van water en grond (in termen van gram water per gram droge grond), omdat centrifugeren dan niet vereist is. De verhouding tussen ECe en EC2:1 is ongeveer 4, dus: ECe = 4 EC1:2.

### Classificatie
De bodem wordt zout geacht als de ECe > 4. Wanneer 4 < ECe < 8 is, spreekt men van licht zoute grond, wanneer 8 < ECe < 16 van (gemiddeld) zoute grond, en wanneer ECe > 16 van zeer zoute grond.

### Zouttolerantie van gewassen
Zoutgevoelige gewassen ondervinden al problemen op licht zoute gronden. De meeste gewassen doen het slecht op (gemiddeld) zoute gronden, en alleen resistente gewassen kunnen op zeer zoute grond leven. De Universiteit van Wyoming, USA, en de overheid van Alberta, Canada verstrekken gegevens over zouttoleranties van een groot aantal planten.
De meeste gegevens over zouttolerantie van gewassen zijn verkregen middels potproeven. Mogelijk zijn deze gegevens zien geheel representatief voor het boerenland waar de omstandigheden minder gecontroleerd zijn. Echter, veldgegevens onder boerenomstandigheden zijn schaars, vooral in ontwikkelingslanden. Wel zijn er onderzoekingen gedaan in Egypte, India, en Pakistan. Hieruit komen de volgende voorbeelden.

Grafieken van gewasopbrengst en zoutgehalte van de bodem in het boerenland in volgorde van oplopende zouttolerantie
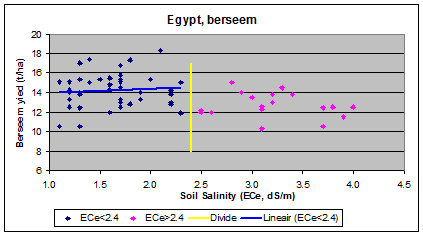
Berseem (klaver), verbouwd in de Nijldelta in Egypte, is zoutgevoelig en verdraagt een ECe waarde slechts tot 2.4 dS/m, waarna de opbrengst reeds daalt.
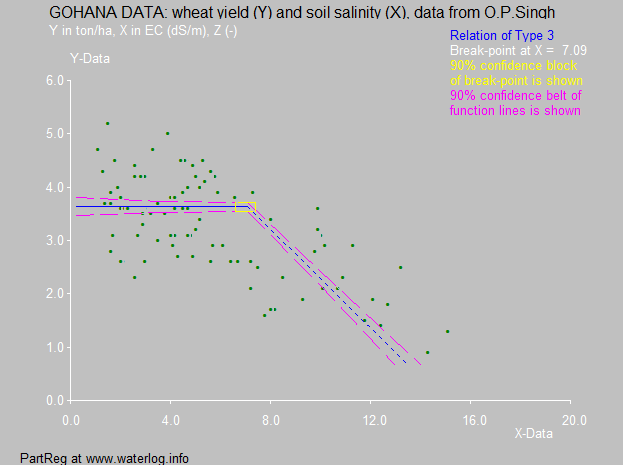
De veldmetingen in tarwevelden in Gohana, Haryana, India, tonen een hoger tolerantieniveau van 7.1 dS/m. Dit gewas is gematigd zouttolerant.
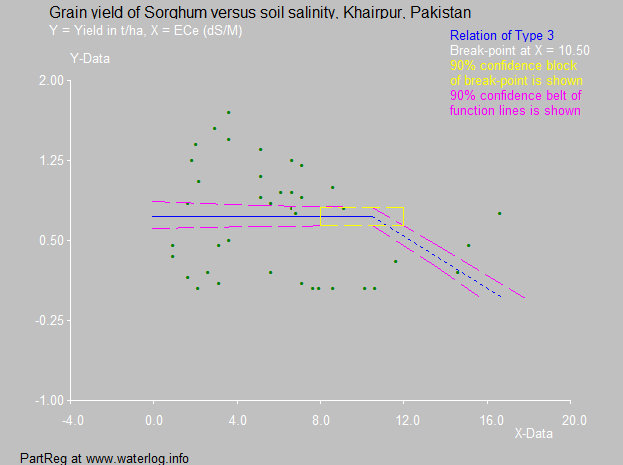
De sorghum in Khairpur, Pakistan is behoorlijk zouttolerant, het levert goede opbrengsten tot  ECe = 10.5 dS/m.

## Doorspoeling
Het doorspoelen van de bodem gebeurt om een verzout gebied te verbeteren ("ontzouten", "ontginnen") of om een aanvaardbaar zoutgehalte van de bodem te behouden.

### Ontzoutingsproces

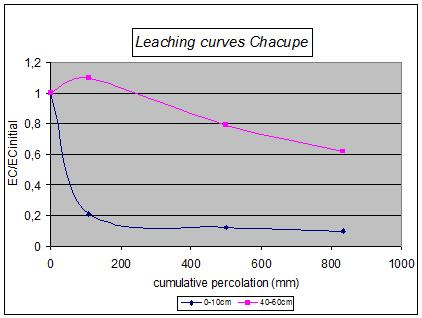
Ervaringen van het Chacupe proefveld, Peru

Het ontzoutings- of doorspoelingsproces kan toelicht worden met de doorspoelkrommen verkregen uit de gegevens van het Chacupe proefveld in Peru. De figuur toont het zoutgehalte van de bodem – uitgedrukt als elektrisch geleidingsvermogen (EC) van het bodemvocht in verhouding tot het aanvankelijke zoutgehalte (ECi) – als een functie van de hoeveelheid doorgespoeld water (percolatie water). De bovengrond spoelt snel uit. Het zoutgehalte in de ondergrond neemt in het begin toe doordat het zout uit de bovengrond hier eerst indaalt, maar later wordt ook de ondergrond ontzout.

### Onzoutingsefficiëntie

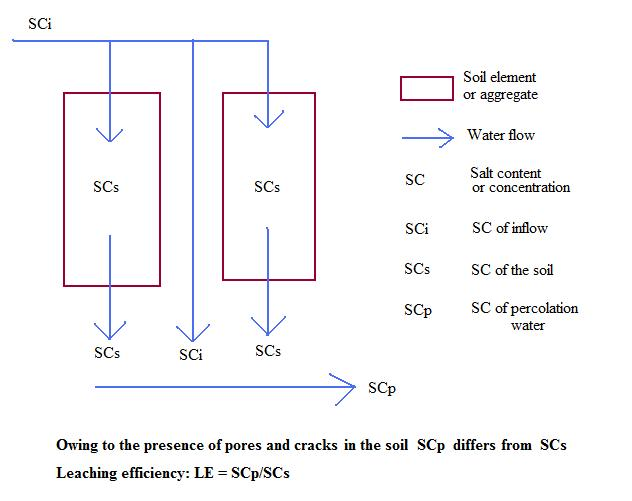
Beginsel van de ontzoutingsefficiëntie

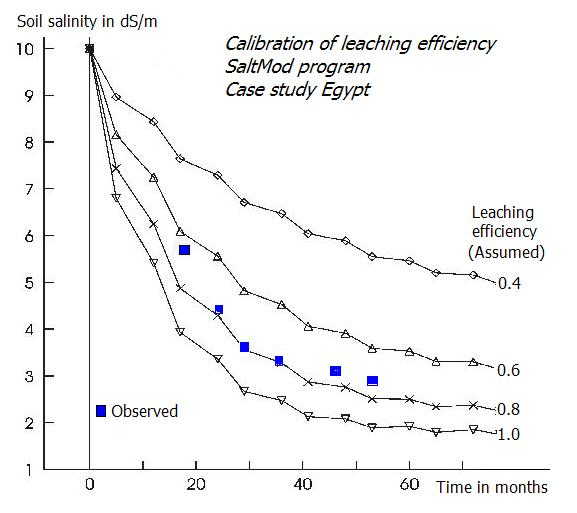
Doorspoelkrommen en calibratie van de efficiëntie

Omdat het zout in de bodem onregelmatig is verdeeld, kan de ontzoutingsefficiëntie (EL) lager zijn dan 1. Zoute gronden met een lage efficiëntie zijn moeilijk te verbeteren. In de zware klei gronden van de delta van de rivier de Taag in Portugal werd een efficiëntie gevonden van slechts 0,10 tot 0,15. De bodem kon niet goed worden verbeterd voor landbouw en werd gebruikt voor het opfokken van vechtstieren in natuurlijke "graas"landen.
De keigronden in de delta van de rivier de Nijl in Egypte, werd een veel betere ontzoutingsefficiëntie gevonden in de orde van 0,7 tot 0,8 (zie de calibratiefiguur). De figuur laat verschillende doorspoelkrommen zien met een verschillende ontzoutingsefficiëntie als aangenomen in het hydrologische zoutmodel SaltMod, met gegevens van het Mashtul-proefveld. De waargenomen waarden van het zoutgehalte van de bodem komen het beste overeen met een ontzoutingsefficiëntie van ongeveer 0,75. De figuur illustreert het calibratieproces van de doorspoelefficiënte die moeilijk direct is te meten.

### Doorspoelnorm
Een doorspoelnorm kan betrekking hebben op:
- De totale hoeveelheid water die doorgespoeld moet worden bij ontginning om het bodemzout van een hoge beginwaarde terug te brengen tot een waarde die aanvaardbaar voor de verbouwen gewassen. Uit de figuur met de Chacupe gegevens valt af te leiden dat er 800 mm (of 8000 m3/ha) nodig is om het zougehalte in de bodemlaag op 40 to 60 cm diepte te verminderen tot 60% van de oorspronkelijke waarde. Als het zoutgehalte nog lager moet zijn, dan kan de doorspoelkromme op het oog geëxtrapoleerd worden. Voor een betrouwbaarder schatting kan ook gebruikgemaakt worden van een ontzoutingsformule (zie hieronder), of men kan een hydrologisch zoutmodel[27] gebruiken.
- De jaarlijkse hoeveelheid doorspoelwater (dat wil zeggen de benodige extra hoeveelheid irrigatiewater boven de gewasbehoefte) vereist om een aanvaardbare zoutbalans in de bodem te bewerkstelligen in overeenstemming met de zoutverdraagzaamheid of zouttolerantie van de te verbouwen gewassen. De verhouding

FL = Perc/Irr, waar Perc = hoeveelheid doorspoelwater (percolatie), en Irr = totale hoeveelheid irrigatiewater
wordt doorspoelfractie genoemd. (Zie ook "Doorspoelfractie" hieronder).

### Ontzoutingsformule
De talende tak van de doorspoelkrommen kan worden beschreven met de ontzoutingsformule:
- Ct = Ci + (Co - Ci) exp (-EL.T.Qp/Ws)

waar C = zoutconcentratie, Ct = C in de bodem ten tijde T, Co = C in de bodem ten tijde T=0, Ci = C van het irrigatiewater, EL = ontzoutingsefficiëntie, Qp = gemiddelde doorspoelsnelheid van het water door de bodem, en Ws = waterberging in de bodem bij veldcapaciteit.

### Doorspoelfractie
Om een aanvaardbare zoutbalans in de bodem te waarborgen in overeenstemming met de zoutverdraagzaamheid van de te verbouwen gewassen, moet de doorspoelfractie FL ten minste bedragen:
- FL = Ci/Cs

waar Ci = zoutconcentratie van het irrigatiewater, en Cs = de aanvaardbare zoutconcentratie van het bodemvocht bij veldcapaciteit in overeenstemming met de zoutverdraagzaamheid van de te verbouwen gewassen.

## Water- en zoutbalans

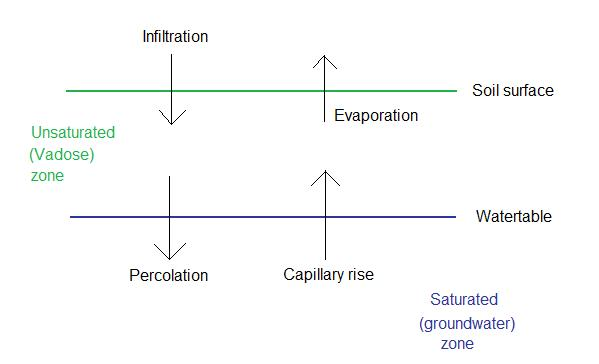
Grootheden in de waterbalans in het bovenste deel van de bodem

De onverzadigde zone of vadose zone van de bodem, tussen het maaiveld en de waterspiegel, is onderworpen aan vier belangrijke hydrologische
invoer en uitvoer grootheden:
- Infiltratie van regenwater (Rain) en irrigatiewater (Irr) door het bodemoppervlak (Inf) : Inf = Rain + Irr
- Verdamping (evaporatie) van bodemvocht door de planten en direct door het bodemoppervlak naar de lucht (Evap)
- Doorspoeling (percolatie) van het water van de onverzadigde zone naar de waterspiegel en verder naar het grondwater (Perc)
- Capillaire opstijging (opzuiging) van grondwater via de waterspiegel in de onverzadigde zone (Cap)

In stationaire toestand (hetgeen betekent dat de hoeveelheid water die geborgen wordt in de onverzadigde zone zich op den duur niet wijzigt) is de waterbalans van de onverzadigde zone te schrijven als: Invoer = Uitvoer, dus als:
- Inf + Cap = Evap + Perc, of: Rain + Irr + Cap = Evap + Perc

en de zoutbalans is:
- Irr.Ci + Cap*Cc = Perc.Cp + Ss

waar C = zoutconcentratie, Ci = C van het irrigatiewater, Cc = C van het opstijgingswater, Cp = C van het doorspoelingswater, en Ss = toename van de berging van zout in de onverzadigde zone.
Er is aangenomen dat er geen afspoeling van water plaatsvindt over het grondoppervlak, dat het regenwater geen zouten bevat, en dat de opname van zout door de planten verwaarloosbaar klein is.
De zoutconcentratie Cp kan worden geschreven als: Cp = EL.Cu, waar EL = ontzoutingsefficiëntie (zie hierboven) and Cu is de zoutconcentratie van het bodemvocht bij veldcapaciteit.
Aannemende dat niet wordt gewenst dat er toename is van de berging van zout (Ss = 0) en dat de zoutconcentratie Cu de gewenste waarde Cd bereikt (Cu = Cd), dan wordt de zoutbalans:
- Perc.EL.Cd = Irr.Ci + Cap.Cc

De irrigatieterm Irr hierin kan worden vervangen door Irr = Evap + Perc − Rain − Cap , en de doorspoeling Perc door Perc = Lr, waar Lr is de vereiste doorspoeling om aan de voorwaarden te voldoen. Na een herberekening vindt men dan:
- Lr = [ (Evap−Rain).Ci + Cap(Cc−Ci) ] / (EL.Cd − Ci)[22]

Hiermee kan ook de irrigatie- en drainagebehoefte worden bepaald die nodig is om aan de gestelde voorwaarden te voldoen.
De gewenste zoutconcentratie Cd hangt af van de verdraagzaamheid van het gewas voor zout. Enkele waarden kunnen worden gevonden in referentie.
Meer uitgebreide water- en zoutbalansen, met inbegrip van de grondwaterstroming in de aquifer, zoals hieronder geïllustreerd, zijn vermeld in referentie.

Aquifer omstandigheden en bodemverzouting
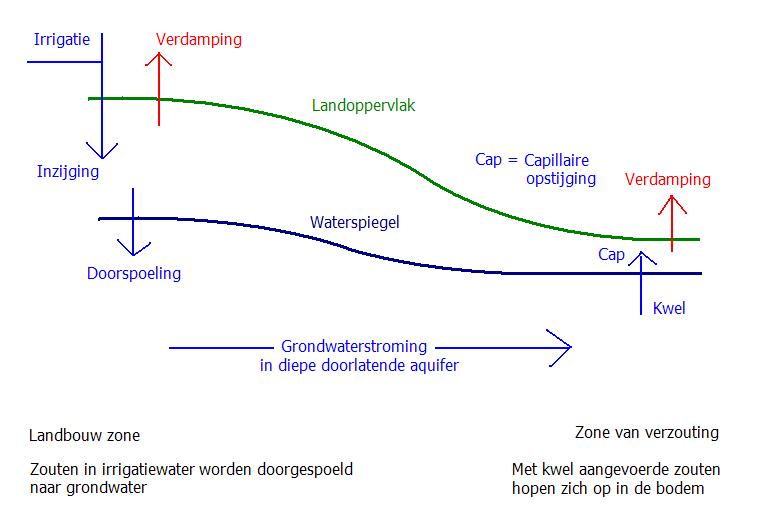
Verzilting in hellend gebied met goede aquifer
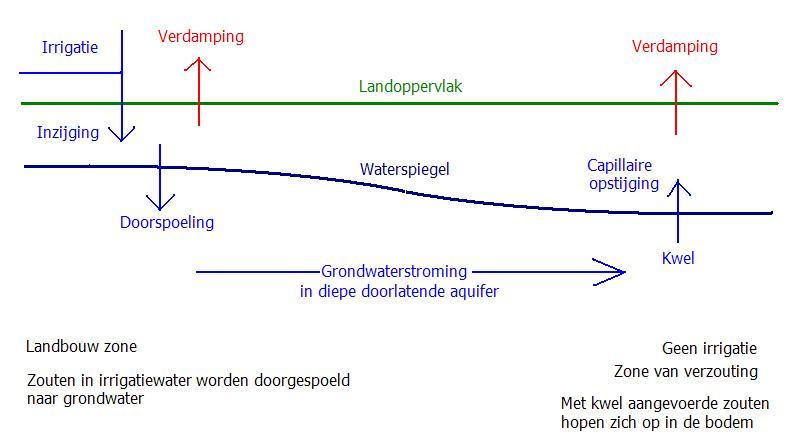
Verzilting in vlak gebied met goede aquifer
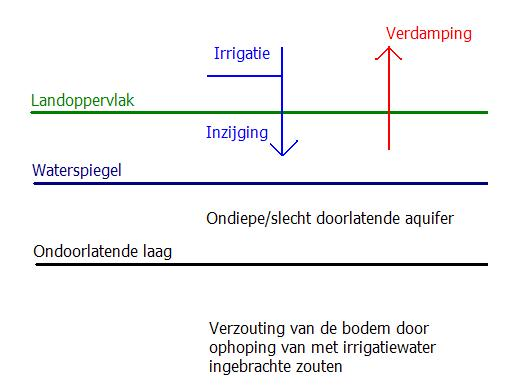
Verzilting in gebied zonder goede aquifer
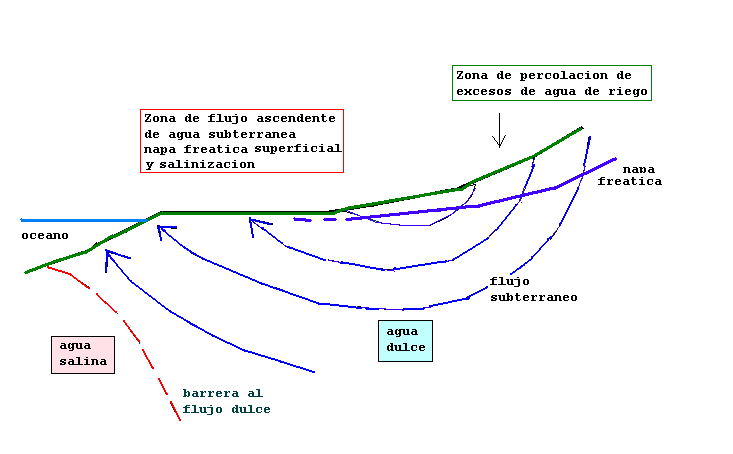
Verzilting in een delta door irrigatie- verliezen hoger op

## Drainage voor zoutbeheersing

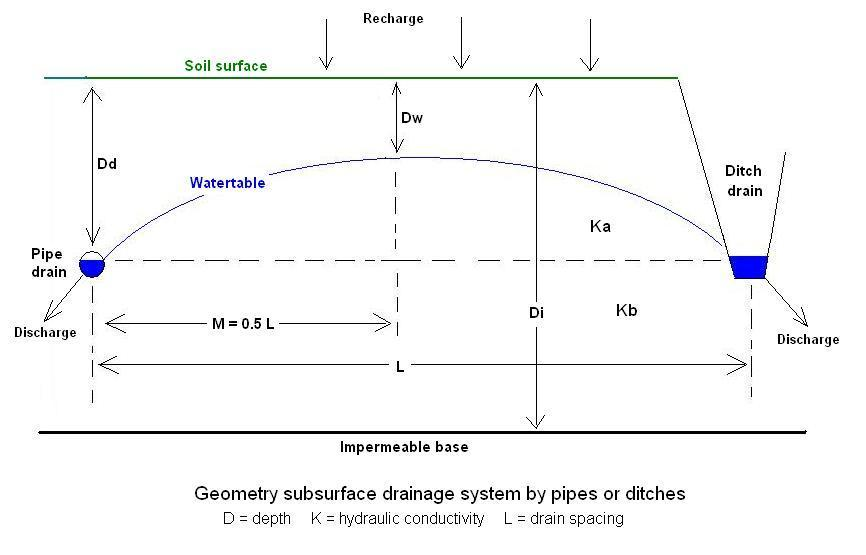
Verticale doorsnee van een horizontaal drainagestelsel

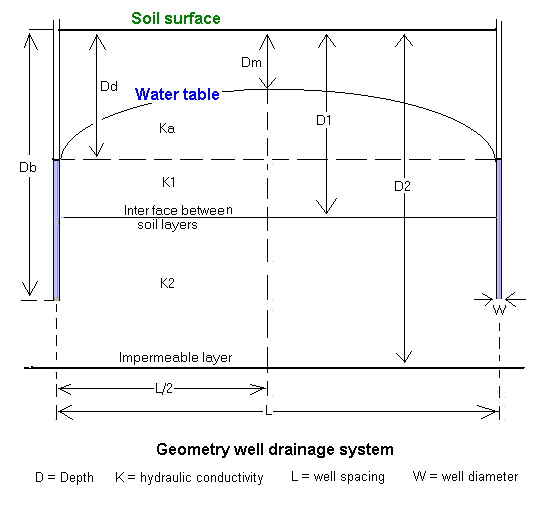
Verticale doorsnee van een verticaal drainagesysteem

Drainage van landbouwgronden wordt meestal gedaan door middel van een horizontaal drainagestelsel, maar een verticaal drainagesysteem met bronneringsputten wordt ook toegepast.
Het drainagestelsel ontworpen voor zoutbeheersing verlaagt ook de waterspiegel. Om de kosten van het stelsel zo laag mogelijk te houden moet het systeem zo ontworpen worden dat de verlaging tot een minimum wordt beperkt. (Zie ook Formule van Hooghoudt)

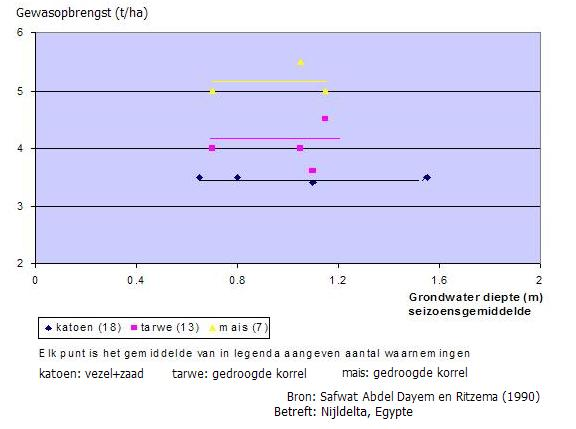
Gewasopbrengst en grondwaterdiepte, Egypte

In veel gevallen is een seizoensgemiddelde diepte van de waterspiegel beneden het maaiveld van 0,6 tot 0,8 m genoeg (zie gewasopbrengst grafiek). Door de natuurlijke schommelingen van de waterstand, houdt dit in dat de diepte soms dicht bij het maaiveld kan komen, na een grote irrigatiegift of een zware regenbui, maar ook houdt het in dat de waterspiegel tot dieper dan 1 m kan wegzakken. De schommeling helpt bij het "ademhalen" van de bodem door het uitdrijven van de koolstofdioxide (CO2) die door de plantenwortels wordt uitgescheiden en het inhaleren van verse zuurstof (O2).
Het handhaven van een niet al te diepe waterspiegel biedt het voordeel dat het geven van een overmatige irrigatiegift wordt ontmoedigd, omdat de gewasopbrengst kan afnemen bij een te hoge waterstand, en er op irrigatie water wordt bespaard zodat het doeltreffender gebruikt wordt.
Het hierboven gestelde over de waterdiepte is heel algemeen, omdat in sommige gevallen een nog ondiepere waterspiegel gewenst is, bijvoorbeeld in de rijstverbouw op onder water gezette velden, terwijl in andere gevallen een diepere waterstand nodig is, bijvoorbeeld in boomgaarden en in suikerriet velden tijdens wasdom periode. Het bepalen van de meest geschikte diepte is een onderwerp van drainage criteria.

## Strokenlandbouw: een alternatief

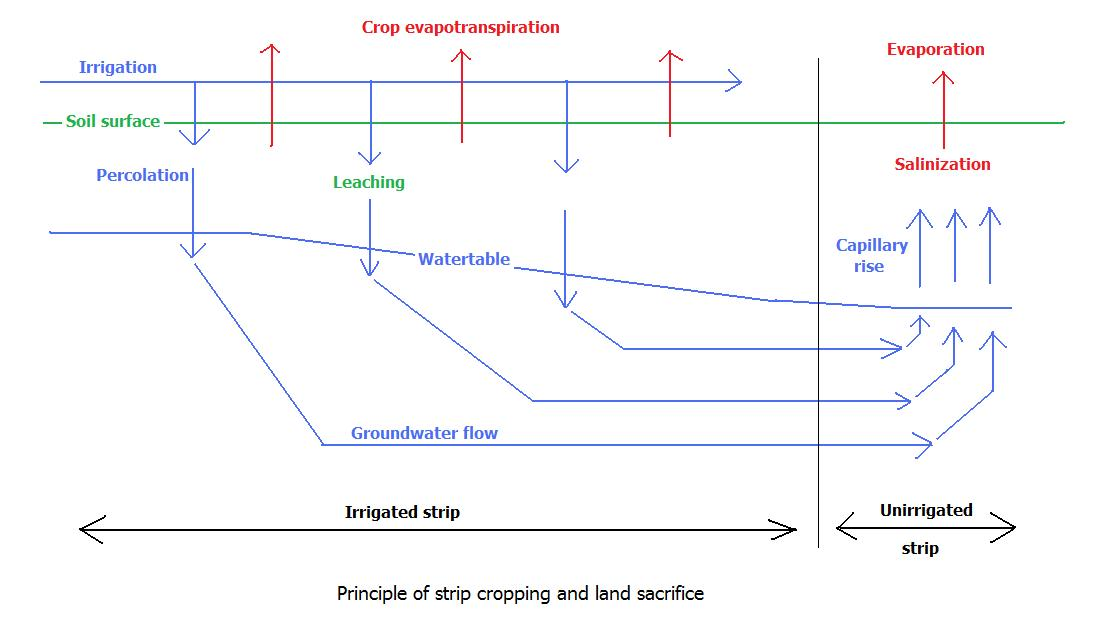
Hydrologische beginselen van strokenlandbouw om de waterspiegel en het bodemzoutgehalte te beheersen

In geïrrigeerd land met waterschaarste dat te kampen heeft met drainage- (hoge waterspiegel) en bodemzoutproblemen kan strokenlandbouw worden toegepast met stroken land die om de andere strook geïrrigeerd worden terwijl de niet-geïrrigeerde stroken permanent braak liggen.
Door de toediening van water aan de geïrrigeerde stroken hebben deze een hogere grondwaterstand wat een grondwaterstroming in gang zet naar de niet-geïrrigeerde stroken. Deze stroming fungeert als ondergrondse drainage van de geïrrigeerde stroken, waarbij de waterspiegel wordt beheerst op een niet al te geringe diepte, doorspoelen van zout mogelijk is, en het zoutgehalte van de bodem kan worden gehandhaafd op een aanvaardbaar lage waarde.
In de niet-geïrrigeerde stroken is de grond droog en het grondwater komt omhoog door capillaire opstijging (zuiging) waarop het vervolgens verdampt met achterlating van het opgeloste zout zodat de bodem hier daadwerkelijk verzout. Niettemin kan de grond enig nut hebben voor het houden van vee door zoutresistente grassen en kruiden in te zaaien. Bovendien kunnen zouttolerante bomen geplant worden zoals Casuarina, Eucalyptus of Atriplex, daarbij bedenkend dat de bomen een diep wortelstelsel bezitten en kunnen wortelen in de vochtige ondergrond die minder zout is dan de bovengrond. Op deze manieren kan ook winderosie worden bestreden. Daarnaast kunnen de niet-geïrrigeerde stroken gebruikt worden voor de zoutwinning.

## Modelstudies

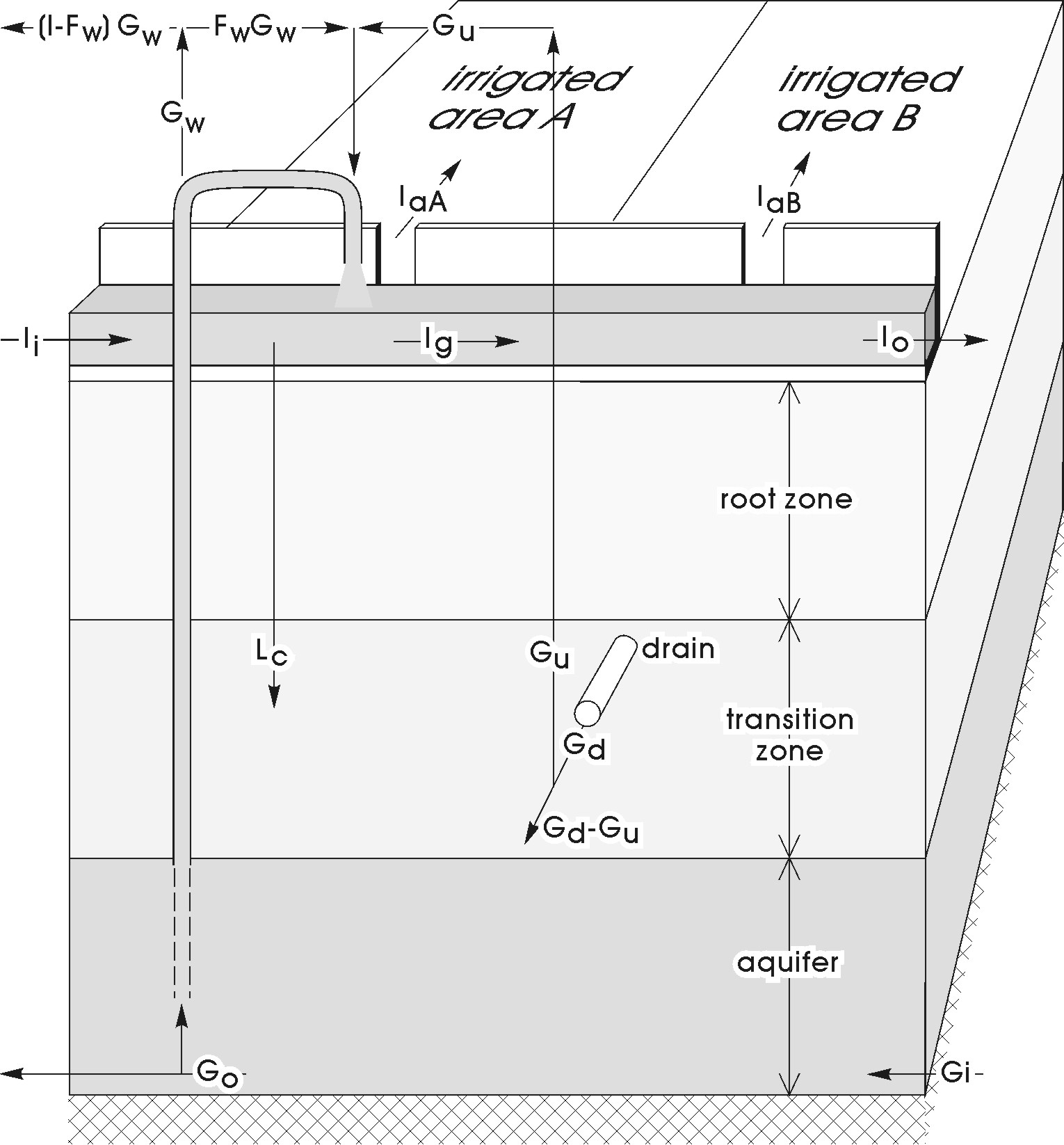
Enkele van de grootheden gebruikt in SaltMod

De meerderheid van de modellen en computerprogrammas die beschikbaar zijn voor water en de er in opgeloste stoffen (bijvoorbeeld SWAP, DrainMod-S, UnSatChem) zijn gebaseerd op Richards differentiaalvergelijking voor onverzadigde stroming in de grond in combinatie met een differentiële dispersie vergelijking.

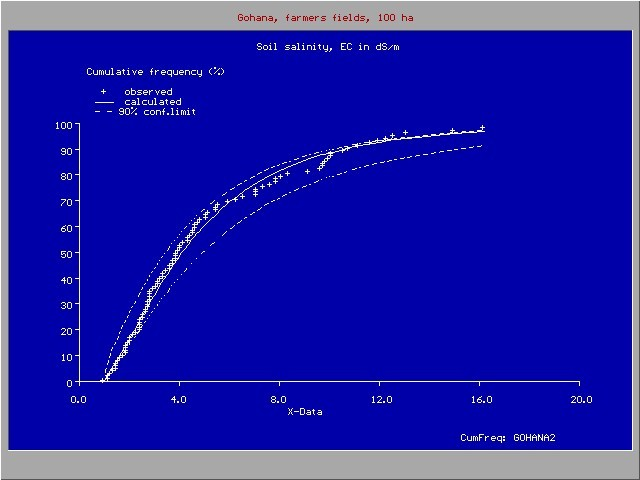
Cumulatieve frequentieverdeling van het bodemzoutgehalte over 100 ha

De modellen hebben de invoer nodig van bodemkarakteristieken zoals het verband tussen onverzadigd bodemvocht-gehalte, waterdruk, doorlatendheid en dispersiviteit. Deze verbanden hebben een grote variatie van plaats tot plaats en zijn niet gemakkelijk meetbaar. De modellen gebruiken korte tijdstappen en hebben minstens een dagelijkse invoer nodig van de tijdsafhankelijke variabelen en hydrologische factoren. Al met al maakt dit modeltoepassing op schaal van een irrigatieproject een zaak van een team van specialisten met ruime voorzieningen.
Eenvoudiger modellen als SaltMod, dat seizoensgevens gebruikt en een empirische functie voor de capillaire opstijging, zijn ook beschikbaar en hebben nut voor het voorspellen op lange termijn van grondwaterstanden en zoutconcentraties in afhankelijkheid van maatregelen in het waterbeheer, zoals irrigatie en drainage. Er wordt rekening gehouden met de grote spreiding van plaats tot plaats van het bodemzout-gehalte (zie grafiek).
De grafiek is gemaakt met CumFreq, een computerprogramma voor cumulatieve frequentieverdelingen.
Ruimtelijke variatie door verschillen in hoogteligging van het terrein kunnen worden doorgerekend met zoutmodellen in combinatitie met een grondwatermodel, bijvoorbeeld SahysMod.